# Сантана-да-Боа-Виста
Сантана-да-Боа-Виста (порт. Santana da Boa Vista) — муниципалитет в Бразилии, входит в штат Риу-Гранди-ду-Сул. Составная часть мезорегиона Юго-восток штата Риу-Гранди-ду-Сул. Входит в экономико-статистический микрорегион Серрас-ди-Судести. Население составляет 8778 человек на 2006 год. Занимает площадь 1420,617 км². Плотность населения — 6,2 чел./км².
Праздник города — 17 сентября.

## История
Город основан в 1965 году.

## Статистика
- Валовой внутренний продукт на 2003 составляет 54 830 389,00 реалов (данные: Бразильский институт географии и статистики).
- Валовой внутренний продукт на душу населения на 2003 составляет 6298,00 реалов (данные: Бразильский институт географии и статистики).
- Индекс развития человеческого потенциала на 2000 составляет 0,724 (данные: Программа развития ООН).

## География
Климат местности: умеренный.